# Rágóizom

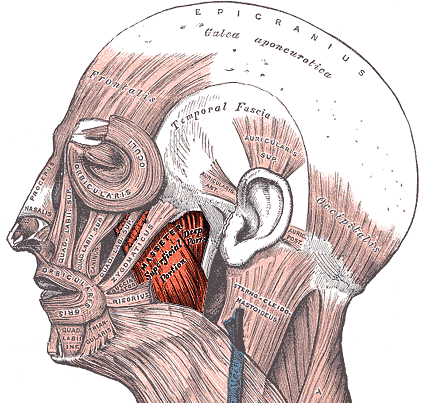
A fej izmai (a nyilak mutatják a felületes és a mély részt)

A rágóizom (latinul musculus masseter) egy izom az ember állkapcsánál.

## Eredés, tapadás, elhelyezkedés
Két része van: felületes és mély
- A felületes rész a nagyobb. Egy vastag ínszerű bőnyéről ered a járomív elülső és középső részéről, vagyis a processus zygomaticus maxillae-ról és a processus zygomaticus alsó felszínének elülső részének 2/3-áról. Lefelé és hátra felé fut majd végül az állkapocs kampónyúlványa (tuberositas masseterica) nevű részének az alsó felének a külső részén tapad.

- Mély rész kisebb. A processus zygomaticus alsó részének hátsó harmadának a részéről és az egész középső részéről ered. Lefelé és előre felé fut és végül az kampónyúlványon tapad. A fültőmirigy (glandula parotis) eltakarja.

A két rész rostjai keresztezik egymást.

## Funkció
Emeli az állkapcsot vagyis zárja a szájat.

## Beidegzés
A n. Mandibularis (V/3) ága a n. massetericus idegzi be és a arteria masseterica látja el vérrel.